# Meeressäuger

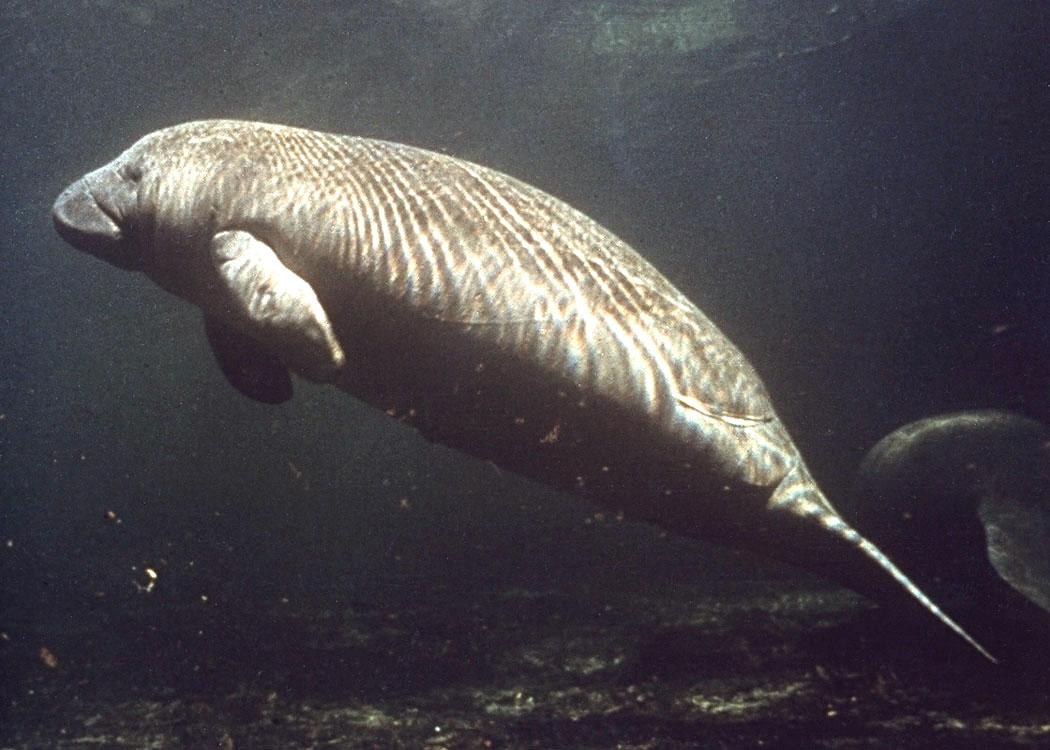
Karibik-Manati

Als Meeressäugetiere werden aquatische Säugetiere bezeichnet, die sich an ein Leben im Meer so angepasst haben, dass sie darauf angewiesen sind, sie können ohne das Meer nicht selbstständig existieren. Darunter fallen die Wale (einschließlich der Delfine), die Seekühe, die Seeotter, die Robben und die Eisbären. Diese Gruppen sind nicht näher miteinander verwandt; ihre jeweiligen Vorfahren waren landlebende Säuger. Seeotter, Robben und Eisbären gehören zu der Ordnung Raubtiere, während die Wale und Delfine zu den Cetartiodactyla und die Seekühe zu den Tethytheria gezählt werden. Während Seeotter, Robben und Eisbären noch teilweise an Land leben und sich auch dort fortbewegen können und fortpflanzen, ist dies den Walen und Seekühen nicht mehr möglich.
Die Anpassungen an die marine Lebensweise umfassen mehrere nicht konvergente Merkmalsausbildungen. Es gibt außer der stromlinienförmigen Gestalt und verschließbaren Nasenöffnungen kein übergreifendes Merkmal, das allen Meeressäugetieren gemeinsam ist. Bei den Walen, Seekühen und Robben sind die Vorderextremitäten zu paddelartigen Flossen umgestaltet, während die Hinterbeine entweder ganz verloren gingen (Wale, Seekühe) oder im Wasser zu zwei Flossen umgebildet wurden (Robben). Die geringsten Umbildungen der Gliedmaßen zeigen Seeotter und Eisbären, die nur deutliche Schwimmhäute aufweisen. Wale und Seekühe zeigen gemeinschaftlich einen vollständigen Haarverlust, während insbesondere Arten der kalten Regionen ein umfangreiches Unterhautfettgewebe, zum Teil mit spezifischen Fettschichten aufweisen. Obwohl der Atemkreislauf ähnlich dem aller Säugetiere ist, können Meeressäugetiere bis zu 3 Stunden in Wassertiefen bis 3000 m tauchen.

## Anatomische und physiologische Merkmale
Das Meer stellt einen Lebensraum dar, der sich vom Land deutlich unterscheidet und an die in ihm lebenden Organismen spezielle Anforderungen stellt. Entsprechend kommt es bei Organismen, die im Laufe der Evolution vom Land in das Meer gegangen sind, zu verschiedenen Anpassungen des Körperbaus und der Physiologie, ohne die diese Lebensweise nicht möglich wäre.

### Körpergröße
Von wenigen Ausnahmen wie dem Seeotter abgesehen, tendieren sekundär an das Meeresleben angepasste Säugetiere zu einem vergrößerten Körper gegenüber den jeweils nächsten rezenten und fossilen Verwandten. Dies trifft vor allem für die Wale zu, bei denen der Blauwal mit einer Länge von über 30 Metern und einer Körpermasse von bis zu 200 Tonnen das schwerste bekannte Tier der Erdgeschichte ist. Aber auch die Seekühe sind im Vergleich zu den Schliefern deutlich größer und unter den Robben erreichen die See-Elefanten und Walrosse deutlich größere Körpergrößen und -gewichte als andere Raubtiere auf dem Land wie etwa die Bären. Diese Größenzunahme hängt wahrscheinlich vor allem mit dem Verlust von Einschränkungen auf dem Land zusammen, die der Auftrieb im Wasser und damit die Reduzierung der Schwerkraft bedingt. Hinzu kommt das Problem der Thermoregulation und der Stoffwechselraten, das durch die Fettschicht und vor allem den größeren Körper reduziert wird: Kleinere gleichwarme Tiere benötigen für den Wärmehaushalt und Stoffwechsel im Verhältnis zur Körpergröße wesentlich mehr Energie als größere.

### Fortbewegung

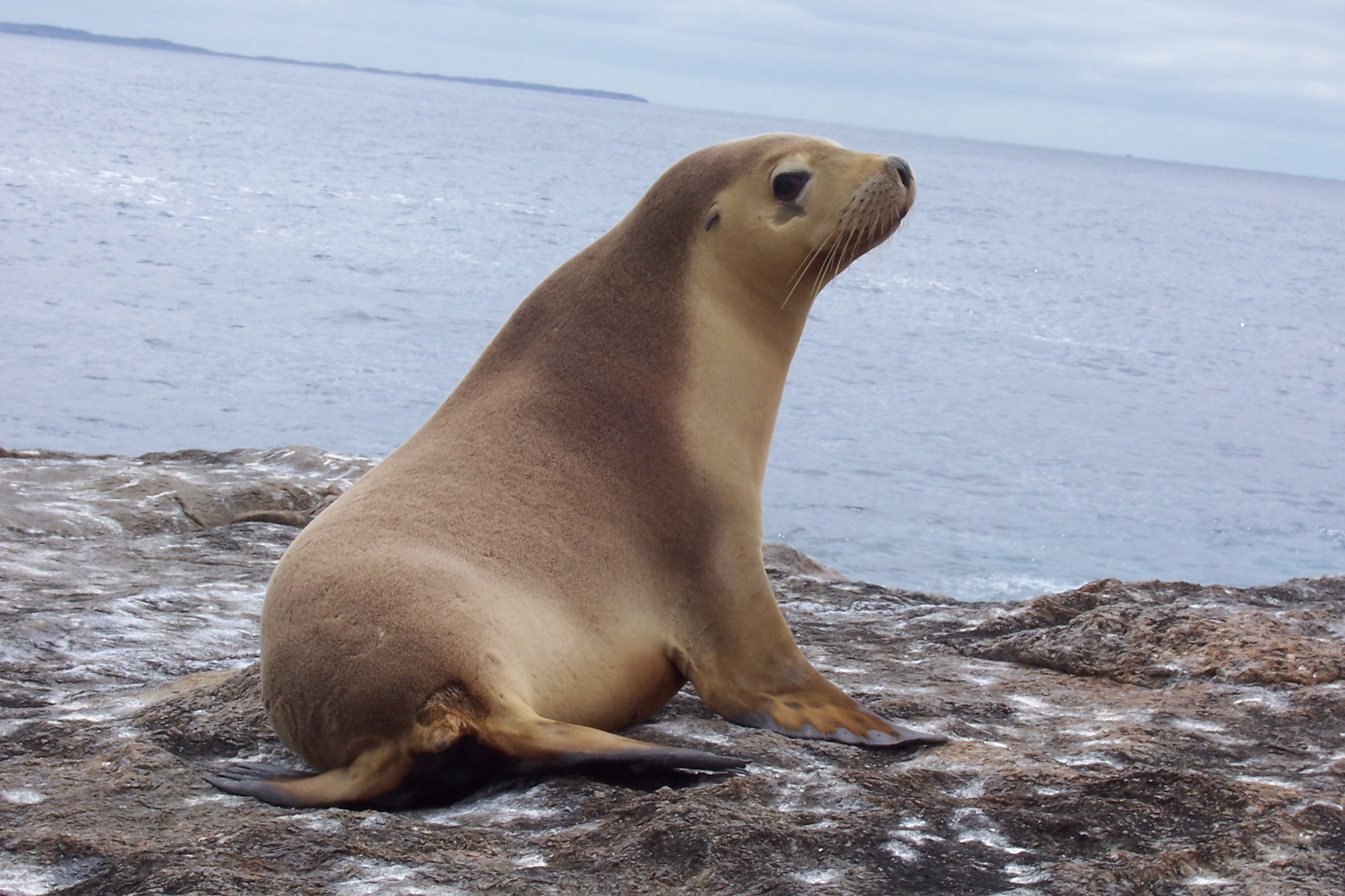
Australischer Seelöwe

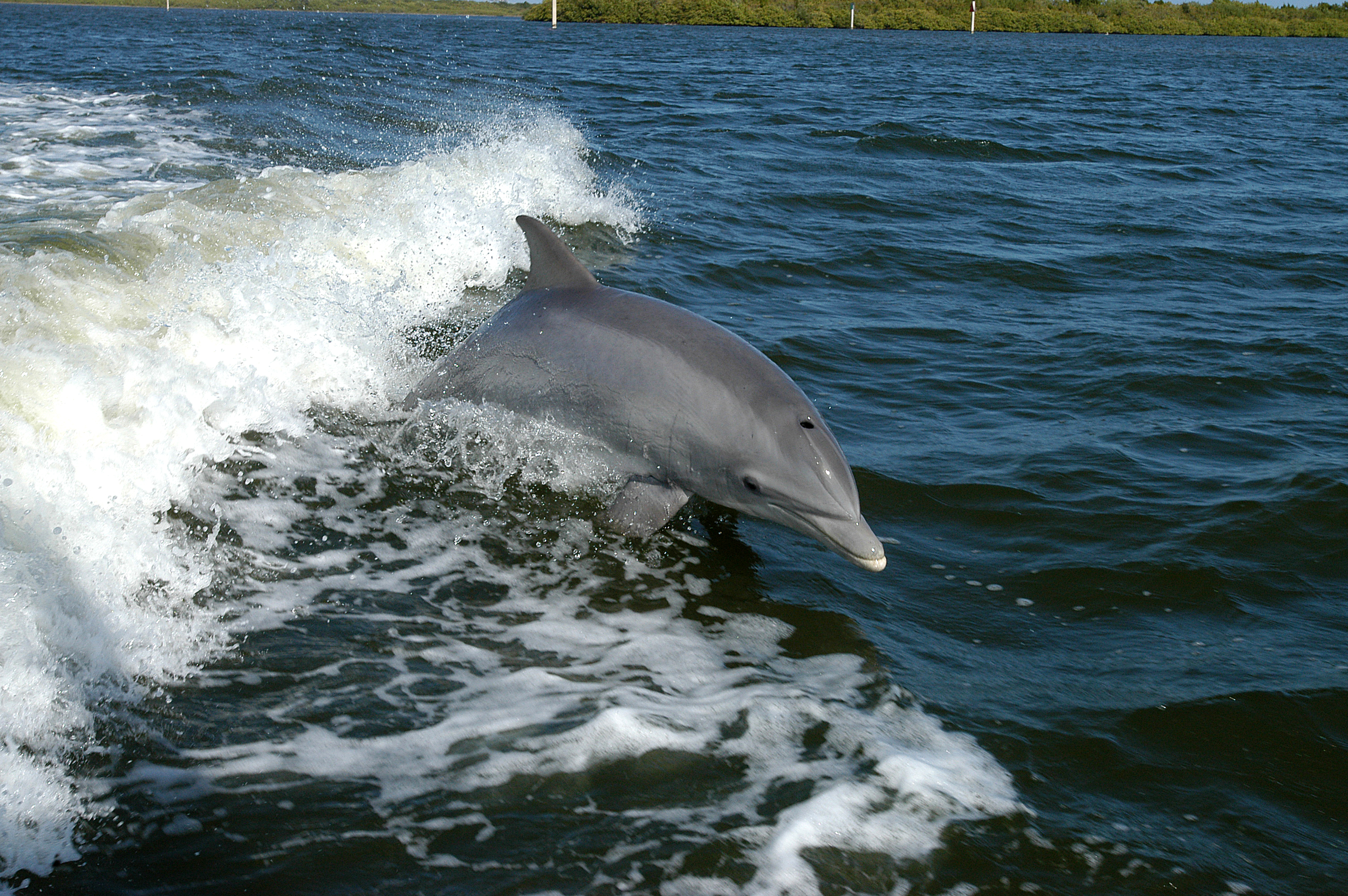
Großer Tümmler

Die meisten Landtiere können mehr oder weniger gut schwimmen, bei dauerhaft im Wasser lebenden Tieren wird diese Grundfertigkeit häufig durch Veränderungen der Gliedmaßen und anderer Körperteile ergänzt. So bilden sehr viele dieser Tierarten Schwimmhäute zwischen den Zehen und den Fingern aus, die eine größere Verdrängung des Wassers ermöglichen. Schwimmhäute findet man innerhalb der Säuger beispielsweise beim australischen Schnabeltier, verschiedenen Nagetieren wie etwa dem Biber, Insektenfressern wie den Desmanen oder auch Raubtieren wie den Ottern. Ebenfalls zur Fortbewegung im Wasser und zugleich zur Steuerung besitzen einige dieser Tiere einen modifizierten Ruderschwanz wie etwa die Biber; außerdem sind alle wasserbewohnenden Säugetiere stromlinienförmig.
Eine Weiterentwicklung der Schwimmextremitäten stellt die Umgestaltung der gesamten Hand und der Beine zu Flossen dar. Bei diesen sind die Finger und Zehen nicht nur durch eine dünne Haut verbunden, sondern vollständig in einem muskulösen Paddel integriert und nicht mehr als einzelne Strahlen erkennbar. Diese Form der Umgestaltung hat sich innerhalb der Säugetiere nur bei den drei Gruppen der Meeressäuger als Konvergenz gebildet: den Robben, den Seekühen und den Walen. Dabei sind alle diese Gruppen vom Landleben zu einem mehr oder weniger vollständigen Leben im Meereswasser übergegangen, nur wenige Arten innerhalb der Wale und Robben spezialisierten sich in einem weiteren Schritt auf das Leben im Süßwasser.
Innerhalb der Meeressäuger ist die Umgestaltung der Extremitäten bei den Robben am wenigsten weit fortgeschritten, vor allem um die Fortbewegung auch an Land noch zu ermöglichen. Die Vorderbeine stellen hier eine Flosse dar, in der die fünf Fingerstrahlen vollständig vorhanden sind. Der erste Fingerstrahl ist dabei allerdings deutlich verlängert und kräftig ausgebildet, die Länge nimmt danach gleichmäßig ab. Auch die Hinterextremität beinhaltet alle fünf Strahlen, hier sind die beiden äußeren deutlich verlängert. Die Schwimmhäute, die über die Fingerstrahlen hinausreichen, werden durch knorpeliges Gewebe gestützt. Die Fortbewegung und damit der Einsatz der Flossen ist bei den beiden Großgruppen der Robben unterschiedlich: Während die Ohrenrobben die Vorderflossen als Antriebsorgane benutzen und die Hinterbeine nur zur Steuerung und Unterstützung einsetzen, nutzen die Hundsrobben die zusammengelegten Hinterextremitäten für den Vortrieb und unterstützen diesen mit den Vorderbeinen.
Bei den Seekühen bilden die Vorderbeine vollständig geschlossene Paddel, bei dem von außen gar keine Strahlen mehr erkennbar sind. Diese Paddel können sowohl im Ellenbogen- als auch im Handgelenk bewegt werden. Die Hinterbeine sind nicht mehr vorhanden, und der Schwanz wurde durch ein großes Ruder ersetzt, die Fluke. Letztere ist das Hauptantriebsorgan bei der sehr langsamen Schwimmweise der Tiere, die Vorderflossen bilden Ruder zur Steuerung im Wasser.
Am deutlichsten an das Meeresleben angepasst sind die Wale. Auch bei ihnen fehlen die Hinterextremitäten vollständig, und die Vorderbeine sind in große, paddelförmige Flossen (Flipper) umgebildet. Anders als bei den Seekühen sind jedoch die Gelenke bis auf das Schultergelenk nicht mehr vorhanden. Während die äußeren Finger stark verkürzt sind, sind die mittleren Finger II und III sehr lang und besitzen eine deutlich erhöhte Anzahl von Fingerknochen, nämlich bis zu vierzehn (Hyperphalangie). Der Schwanz bildet bei allen Walen eine waagerechte Fluke, die als zweiteilige Schwanzflosse ausgebildet ist und für den Antrieb der Tiere sorgt. Zur Stabilität im Wasser kommt bei den Walen eine zusätzliche Flosse hinzu, die Rückenfinne. Dabei handelt es sich um eine unpaare Struktur im Zentrum des Rückens, die nur durch Bindegewebe und Knorpel gestützt wird und unbeweglich ist.

### Atmung
Säugetiere sind Lungenatmer, was bedeutet, dass sie zur Atmung den Luftsauerstoff brauchen. Kein Säugetier ist in der Lage, im Wasser zu atmen, da keine Kiemen existieren. Aus diesem Grund müssen alle Säugetiere, die im Meer leben, regelmäßig zum Atmen an die Wasseroberfläche. Vor allem die Wale sind jedoch in der Lage, sehr lange zu tauchen, ohne neuen Sauerstoff zu benötigen. Dies ist aufgrund einiger physiologischer Prozesse und Veränderungen der Lungen und anderer Organe möglich.
Die Nasenlöcher der Wale liegen auf der Kopfoberseite, wodurch ein vollständiges Auftauchen des Kopfes zur Atmung nicht notwendig ist. Mit jedem Atemzug tauschen die Tiere zwischen 80 und 90 Prozent des Lungeninhalts vollständig aus (bei Landsäugern beträgt dieser Anteil nur etwa 10 bis 15 Prozent). Die Lunge besitzt ein doppeltes Netz von Kapillaren, das ansonsten nur bei den Seekühen und dem Schnabeltier zu finden ist, und erlaubt, die doppelte Menge an Sauerstoff aus der Atemluft zu entziehen. Im Vergleich zu den Landsäugern wird auch nur ein sehr geringer Teil von 9 Prozent des Gesamtsauerstoffs in den Lungen gespeichert, der überwiegende Teil von etwa 82 Prozent ist im Myoglobin der Muskulatur gebunden, der Rest zirkuliert im Blut. Zum Vergleich enthalten die Lungen von Landsäugern etwa 34 Prozent des Sauerstoffs und die Muskulatur nur 25 Prozent. Damit der Sauerstoff zudem effektiv transportiert werden kann, besitzen die Wale die zwei- bis dreifache relative Blutmenge pro Kilogramm Körpergewicht wie Landsäuger. Beim Tauchen wird der Sauerstoffbedarf zusätzlich herabgesenkt, die Blutzirkulation und die Herztätigkeit verlangsamen sich. Außerdem werden einige Organe und Körperregionen vom Blutkreislauf abgekoppelt. Die besonderen Anpassungen ermöglichen es den Walen, teilweise sehr lange unter Wasser zu bleiben. So tauchen einige Furchenwale bis zu 40 Minuten, Pottwale bis zu 90 Minuten und Entenwale sogar bis zu zwei Stunden. Pottwale können dabei Tiefen von über 3.000 Metern erreichen.
Bei den Robben sind es vor allem Modifikationen des Blutkreislaufsystems, die längere Tauchgänge ermöglichen. Der Blutfluss wird trotz verminderten Herzschlags beim Tauchen vor allem durch flexible Aderwände und Hohlräume gewährleistet. Die Nase und der Kehlkopf werden beim Tauchgang verschlossen, außerdem wird auch bei ihnen die Durchblutung des Körpers reduziert. Eine deutlich höhere Blutmenge als bei Landsäugern und ein vermehrter Anteil des Blutfarbstoffes Hämoglobin erlauben zudem eine deutlich höhere Sauerstoffaufnahme aus der Atemluft. Vor allem die Weddellrobbe und der Südliche See-Elefant sind dafür bekannt, dass sie über einen besonders langen Zeitraum tauchen und besonders große Tiefen erreichen können.
Seekühe atmen etwa alle zwei bis fünf Minuten und erreichen maximale Tauchzeiten von etwa 20 Minuten. Wie die Wale können sie über ein doppeltes Kapillarnetz sehr effektiv Sauerstoff aufnehmen, und der Stoffwechsel ist bei ihnen sehr langsam. Auch die Herzfrequenz ist deutlich geringer als bei Tieren vergleichbarer Größe und kann noch weiter abgesenkt werden.

### Wärmeregulation
Besonders für Säugetiere als homoiotherme, also „warmblütige“, Tiere ergibt sich im Meerwasser das Problem, dass eine effektive Wärmeisolation existieren muss. Das Fell, das bei den Landsäugern diese Funktion übernimmt, besitzen Meeressäuger mit Ausnahme einiger Robben, Eisbären und Ottern nicht. Stattdessen haben viele Meeressäugetiere eine sehr dicke Fettschicht, die unterhalb der Haut liegt. Dieses Unterhautfettgewebe isoliert die Tiere gegenüber dem kalten Meerwasser und sorgt dafür, dass der Körper eine gleichmäßige Temperatur halten kann. Bei einigen Walen kann diese Schicht, die bei ihnen als Blubber bezeichnet wird, bis zu 70 Zentimeter dick sein.
Besonders bei den pelzlosen Robben wird die Körperoberflächentemperatur durch eine reduzierte Durchblutung im Bereich der Wassertemperatur gehalten, um möglichst wenig Wärme an das Wasser zu verlieren. Das Fell der Pelzrobben besitzt dagegen Lufteinschlüsse, die nach außen isolierend wirken.
Ähnlich sind die Verhältnisse beim Seeotter, der als einziges Meeressäugetier nicht über eine isolierende Fettschicht verfügt. Hier wird die Wärmeisolierung allein durch ein extrem dichtes Fell mit Lufteinschlüssen besorgt. Seeotter haben bis zu 100.000 Haare auf einem Quadratzentimeter Fell.

### Salzgehalt
Aufgrund des hohen Salzgehaltes im Meerwasser müssen Meeresorganismen, die in ihrer Körperflüssigkeit eine deutlich geringere Salzkonzentration besitzen, in der Lage sein, überschüssiges Salz auszuscheiden. Dabei darf nicht zu viel Wasser abgegeben werden. Für Säugetiere bedeutet dies, dass ihre Nieren in der Lage sein müssen, einen stark konzentrierten Harn zu bilden. Aus diesem Grunde sind die Nieren der Robben gelappt und haben etwa 150 bis 300 Nierenlappen (Renculi). Die Nieren der Wale besitzen sogar einige tausend Renculi und liegen als lang gestreckte Organe an der Wirbelsäule.
In einer inversen Betrachtungsweise müssen Meeressäuger (Süß-)Wasser aus Meerwasser gewinnen können. Denn obwohl (Süß-)Wasser laufend über Osmose durch die Haut verloren geht und mit Nahrung mitgeschlucktes Meerwasser hohe Salzkonzentration aufweist, schaffen es diese Tiere, im Körper einen wesentlich niedrigeren Salzgehalt aufrechtzuerhalten. Es ist charakteristisch für biologisches Leben, die Ordnung des Körpers aufrechtzuerhalten gegen die „von selbst“ ablaufenden Prozesse der unbelebten Natur, die die Entropie – die Unordnung – in größeren Systemen sukzessive ansteigen lassen.
Fische des Meeres haben dieselbe Fähigkeit, Fische im Süßwasser die gegensätzliche Aufgabe.

### Ernährung
Die Ernährungsmöglichkeiten im Meer können auf verschiedene Grundlagen aufbauen. Wie bei den Landsäugetieren gibt es auch bei den Meeressäugern Pflanzenfresser und Fleischfresser. Die Seekühe sind Pflanzenfresser, deren Nahrung aus Seegras und fädigen Algen besteht, die sie abweiden. Sie besitzen zu diesem Zweck große Mahlzähne zum Zerkleinern der Nahrung.
Seeotter ernähren sich überwiegend von Seeigeln, zudem Seesterne, Muscheln sowie Meeresschnecken und benutzen Steine als Werkzeug um die harten Schalen zu öffnen.
Die meisten Robben und Zahnwale jagen nach Fischen und anderen Meerestieren, die sie mit dem Maul fangen können. Zu diesem Zweck besitzen die Vertreter beider Gruppen einheitliche spitze Zähne, die zum Festhalten der Beutetiere notwendig sind und bei einigen Arten der Zahnwale eine Fischreuse bilden. Andere Zahnwale wie etwa die Schnabelwale und verschiedene Delfine sind auf die Jagd nach Kopffüßern spezialisiert, vor allem Kalmare. Sie haben eine reduzierte Zahnanzahl mit großen Zähnen, mit denen sie die Beute festhalten können.
Am stärksten modifiziert sind die Wale, die sich von Krillkrebsen ernähren. Diese Krebse leben in riesigen Schwärmen und stellen die Lebensgrundlage für die Bartenwale dar. Bei den Bartenwalen, zu denen die größten lebenden Tiere der Welt gehören, bildete sich für den Fang der Krebse ein Fangkorb aus Barten, die die Zähne ersetzen. Die Wale nehmen bei ihren Beutegängen riesige Mengen Wasser und Krebse ins Maul und filtern die Wassermassen beim Herauspressen durch die Barten, die Krebse bleiben dabei in dem Bartensieb hängen und können geschluckt werden.

## Konvergenzen

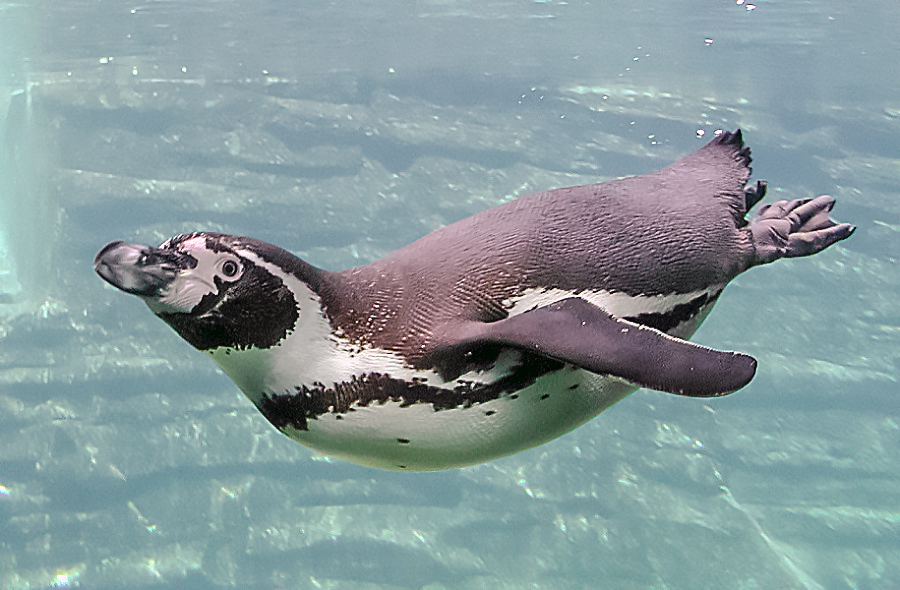
Die äußere Gestalt eines Humboldt-Pinguins ähnelt der einer Robbe.

Die fünf Gruppen der Meeressäuger stammen aus sehr unterschiedlichen Verwandtschaftsfeldern innerhalb der Säugetiere. So entwickelten sich die Robben innerhalb der Raubtiere als Schwestergruppe der Bären, zu denen auch der Eisbär gehört. Die nächsten Verwandten der Seekühe finden sich dagegen bei den Elefanten und den Schliefern. Die Wale werden zu den Cetartiodactyla gezählt. Damit sind sie eine Schwestergruppe der Paarhufer. Ihre nächsten heute lebenden Verwandten sind wahrscheinlich die Flusspferde. Seeotter sind ein Taxon der Otter, die zur Familie der Marder zählt. Dennoch weisen Meeressäugetiere charakteristische Gemeinsamkeiten auf, die sie von Landsäugetieren unterscheiden. Die gemeinschaftlichen Merkmale sind die stromlinienförmige Gestalt und verschließbare Nasenöffnungen. Diese konvergente Entwicklung ist ein Ergebnis der Anpassung an das Leben im offenen Meer. Nur bei einigen Gruppen sind paddelförmige obere Gliedmaßen (Ausnahme Otter und Eisbär) und eine gegen Auskühlung schützende Fettschicht (Ausnahme Otter) zu finden.
Ähnliche Anpassungen an das Leben im Meer können auch bei anderen, nicht zu den Säugetieren gehörenden Landwirbeltieren beobachtet werden. So haben die Pinguine innerhalb der Vögel ebenso wie Meeresschildkröten und die ausgestorbenen  Fischsaurier, Meereskrokodile, Plesiosaurier ebenfalls eine stromlinienförmige Gestalt und Flossen entwickelt. Auch diese Tiere sind vom Sauerstoff in der Luft abhängig und mussten entsprechende Anpassungen aufweisen, um längere Tauchzeiten zu ermöglichen. Die Thermoregulation spielt dagegen nur bei den Pinguinen eine Rolle, die dies durch ein entsprechendes Untergefieder und eine Fettschicht lösen. Reptilien passen sich als wechselwarme Tiere der Umgebung an und leben vor allem in wärmeren Meeresgebieten.

## Gründe für die Lebensraumänderung
Als mögliche Gründe für den Lebensraumwechsel zurück vom Land ins Meer können die Konkurrenz mit anderen Landbewohnern und/oder die Nutzung neuer Ressourcen angesehen werden. So gab es möglicherweise für die frühen Formen der heutigen Meereswirbeltiere ein Nahrungsangebot im Meer, das sie besser als die Fische nutzen konnten (Bsp. Krill). Über die schrittweise Anpassung und die Ausbildung von Schlüsselmerkmalen wie den Schwimmhäuten, der veränderten Körperform und anderen Merkmalen waren diese Tiere in der Lage, im Laufe der Evolution weiter ins Meer vorzudringen als ihre Konkurrenten. Auf diese Weise bildeten sich spezielle Übergangsarten, die die Ahnen der heutigen Meeresbewohner darstellen.